# جانی رینگو
جان پیترز رینگو (انگلیسی: John Peters Ringo) مشهور به «جانی رینگو» یاغی و قانون‌شکن آمریکایی و از اعضایِ گروه خلافکارانِ «کابوی‌های شهرستان کوچیز» در منطقهٔ آریزونا بود که به اتهام قتل دستگیر شد.